# Giro del Lazio 1975
Il Giro del Lazio 1975, quarantunesima edizione della corsa, si svolse il 20 settembre 1975. La vittoria fu appannaggio del belga Roger De Vlaeminck, il quale precedette gli italiani Giancarlo Polidori e Roberto Poggiali.

## Ordine d'arrivo (Top 10)
| Pos. | Corridore           | Squadra            | Tempo |
| ---- | ------------------- | ------------------ | ----- |
| 1    | Roger De Vlaeminck  | Brooklyn           |       |
| 2    | Giancarlo Polidori  | Furzi-F.T.         |       |
| 3    | Roberto Poggiali    | Filotex            |       |
| 4    | Giovanni Battaglin  | Jolly Ceramica     |       |
| 5    | Felice Gimondi      | Bianchi-Campagnolo |       |
| 6    | Enrico Maggioni     | Jolly Ceramica     |       |
| 7    | Wladimiro Panizza   | Brooklyn           |       |
| 8    | Gaetano Baronchelli | Scic-Colnago       |       |
| 9    | Alessio Antonini    | Jolly Ceramica     |       |
| 10   | Piero Spinelli      | Scic-Colnago       |       |